# أندي ليف
أندي ليف (بالإنجليزية: Andy Leaf)‏ هو لاعب كرة قدم بريطاني في مركز الدفاع، ولد في 18 يناير 1962 في يورك في المملكة المتحدة. لعب مع نادي يورك سيتي.